# Delfines kaland 2.
Delfines kaland 2. (eredeti cím: Dolphin Tale 2) 2014-es amerikai családi film, melyet Charles Martin Smith írt és rendezett. Ez a folytatása a 2011-ben készült Delfines kaland című filmnek. A visszatérő szereplők Harry Connick Jr., Ashley Judd, Nathan Gamble, Cozi Zuehlsdorff, Kris Kristofferson, Morgan Freeman, Juliana Harkavy, Austin Stowell és Austin Highsmith. Az újak pedig Lee Karlinsky, Julia Jordan, és Bethany Hamilton. 
Az Amerikai Egyesült Államokban 2014. szeptember 12-én mutatták be, Magyarországon szinkronizálva, szeptember 25-én az InterCom forgalmazásában.
A Metacritic oldalán a film értékelése 58% a 100-ból, ami 27 véleményen alapul. A Rotten Tomatoeson a Delfines kaland 2. 67%-os minősítést kapott, 79 értékelés alapján.

## Cselekménye
A film három évvel később játszódik, amikor a 11 éves Sawyer Nelson és a Clearwater Marine Hospital egy prosztetikus úszófarokkal megmenti egy sérült delfin, Winter életét. Ám a harcnak még nincs vége, Winter társa, Panama ugyanis meghal, és az Egyesült Államok szabályzása szerint egy delfint sem szabad egyedül tartani, mivel azok szociálisan igénylik a társaik jelenlétét. Az idő szorít, és ha nem sikerül időben társat szerezni Winternek, kénytelenek lesznek átadni egy másik akváriumnak.

## Szereplők
| Színész              | Szereplő             | Magyar hang      |
| -------------------- | -------------------- | ---------------- |
| Nathan Gamble        | Sawyer Nelson        | Ducsai Ábel      |
| Harry Connick Jr.    | Dr. Clay Haskett     | Széles Tamás     |
| Morgan Freeman       | Dr. Cameron McCarthy | Reviczky Gábor   |
| Ashley Judd          | Lorraine Nelson      | Bertalan Ágnes   |
| Kris Kristofferson   | Reed Haskett         | Fodor Tamás      |
| Cozi Zuehlsdorff     | Hazel Haskett        | Nyári Liza       |
| Tom Nowicki          | Phillip J. Hordern   | Jakab Csaba      |
| Denis Arndt          | Dennis               | Cs. Németh Lajos |
| Austin Highsmith     | Phoebe               | Kovács Patrícia  |
| Charles Martin Smith | George Hatton        | Háda János       |